# Sergi Grau Torras
Sergi Grau Torras (Terrassa, 1978) és un historiador català especialitzat en l'edat mitjana, és investigador vinculat a l'Institut d'Estudis Medievals de la Universitat Autònoma de Barcelona. La seva recerca s'ocupa preferentment de les heretgies medievals, com ara el càtars i els valdesos, i del metge i reformador espiritual Arnau de Vilanova. Entre les seves publicacions destaca Cátaros e inquisición en los reinos hispánicos, ss. xii-xiv (Càtedra, 2012) o La invenció dels càtars (Angle, 2015). Forma part de l'equip de Jordi Savall a la Fundació Centre Internacional de Música Antiga, on prepara la documentació històrica i dramatúrgica dels projectes musicals.
També ha rebut el Premi de Filosofia Joaquim Carreras i Artau 2017 de l'Institut d'Estudis Catalans per: Les transformacions d'Aristòtil. Filosofia natural i medicina a Montpeller: el cas d'Arnau de Vilanova.